# العلاقات الكويتية السلوفاكية
العلاقات الكويتية السلوفاكية هي العلاقات الثنائية التي تجمع بين الكويت وسلوفاكيا.

## مقارنة بين البلدين
هذه مقارنة عامة ومرجعية للدولتين:
| وجه المقارنة                                              | الكويت        | سلوفاكيا                                                       |
| --------------------------------------------------------- | ------------- | -------------------------------------------------------------- |
| المساحة (كم2)                                             | 17.82 ألف     | 49.03 ألف                                                      |
| عدد السكان (نسمة)                                         | 4.14 مليون    | 5.44 مليون                                                     |
| الكثافة السكانية (ن./كم²)                                 | 232.32        | 110.95                                                         |
| العاصمة                                                   | مدينة الكويت  | براتيسلافا                                                     |
| اللغة الرسمية                                             | اللغة العربية | اللغة السلوفاكية                                               |
| العملة                                                    | دينار كويتي   | كرونة سلوفاكية، يورو                                           |
| الناتج المحلي الإجمالي (بليون دولار)                      | 120.13 مليار  | 95.77 مليار                                                    |
| الناتج المحلي الإجمالي (تعادل القوة الشرائية) بليون دولار | 290.53 مليار  | 162.34 مليار                                                   |
| الناتج المحلي الإجمالي الاسمي للفرد دولار أمريكي          | 29.30 ألف     | 16.09 ألف                                                      |
| الناتج المحلي الإجمالي للفرد دولار أمريكي                 | 73.25 ألف     | 30.46 ألف                                                      |
| مؤشر التنمية البشرية                                      | 0.816         | 0.844                                                          |
| رمز المكالمات الدولي                                      | +965          | +421                                                           |
| رمز الإنترنت                                              | .kw           | .sk                                                            |
| المنطقة الزمنية                                           | ت ع م+03:00   | توقيت وسط أوروبا، ت ع م+01:00، ت ع م+02:00، أوروبا/براتيسلافا ‏ |

## منظمات دولية مشتركة
يشترك البلدان في عضوية مجموعة من المنظمات الدولية، منها:
| علم المنظمة | اسم المنظمة                               | تاريخ انضمام الكويت | تاريخ انضمام سلوفاكيا |
| ----------- | ----------------------------------------- | ------------------- | --------------------- |
|             | الاتحاد البريدي العالمي                   | ?                   | ?                     |
|             | يونسكو                                    | 18 نوفمبر 1960      | 9 فبراير 1993         |
|             | البنك الدولي للإنشاء والتعمير             | 13 سبتمبر 1962      | 1993                  |
|             | منظمة التجارة العالمية                    | ?                   | ?                     |
|             | وكالة ضمان الاستثمار متعدد الأطراف        | 12 أبريل 1988       | 1993                  |
|             | الاتحاد الدولي للاتصالات                  | 14 أغسطس 1959       | 23 فبراير 1993        |
|             | منظمة الشرطة الجنائية الدولية             | ?                   | ?                     |
|             | مؤسسة التمويل الدولية                     | 13 سبتمبر 1962      | 1993                  |
|             | الأمم المتحدة                             | 14 مايو 1963        | 19 يناير 1993         |
|             | مؤسسة التنمية الدولية                     | 13 سبتمبر 1962      | 1993                  |
|             | منظمة حظر الأسلحة الكيميائية              | ?                   | ?                     |
|             | المركز الدولي لتسوية المنازعات الاستشارية | 4 مارس 1979         | 26 يونيو 1994         |

## وصلات خارجية
- موقع وزارة الخارجية الكويتية
- موقع وزارة الخارجية السلوفاكية